# Óscar Desa Mallo
Óscar Desa Mallo, más conocido como Óscar (n. La Coruña, 1 de diciembre de 1975) es un jugador de fútbol sala español, que juega como portero en el Gáldar Fútbol Sala. 
Siempre ha jugado en la Liga Nacional de Fútbol Sala española, donde ha militado en Mercacentro, Maspalomas Costa Canaria, Colegios Arenas Gáldar , Lobelle , Leis Pontevedra y finalmente en el Gáldar Fútbol Sala.Es el 2º portero del Galdar y actualmente entrena a la filial del Galdar .

## Trayectoria
Ósccar debutó con 18 años en el Mercacentro de la Liga Nacional de Fútbol Sala en la temporada 1993/1994, y 3 temporadas después se fue al Maspalomas Costa Canaria. Un otras 3 temporadas después llegó al Colegios Arenas Gáldar, y en el año 2003 fichó por el Leis de Pontevedra.
En 2005 regresó al Colegios Arenas Gáldar, y 2 temporadas después llegó al Gáldar Gran Canaria, al final de la temporada 2010/11 parecía clara su retirada pero con la pérdida de su trabajo en Spanair donde se encontraba actualmente, el entrenador Suso Méndez lo volvió a unir a sus filas en el mercado de invierno de la temporada 2011/12

## Clubes
| Club                                  | País   | Año       |
| ------------------------------------- | ------ | --------- |
| Mercacentro                           | España | 1993-1996 |
| Maspalomas Costa Canaria              | España | 1996-1999 |
| Colegios Arenas Gáldar                | España | 1999-2003 |
| Autos Lobelle de Santiago Fútbol Sala | España | 2003-2004 |
| Leis Pontevedra FS                    | España | 2004-2005 |
| Colegios Arenas Gáldar                | España | 2005-2007 |
| Gáldar Fútbol Sala                    | España | 2009-2011 |
| Gáldar Fútbol Sala                    | España | 2011-     |

## Palmarés
Club
```
Fase de ascenso a División de Plata con el Mercacentro (T.96-96)
```

```
Campeón de liga, División de Plata. Colegios Arenas Gáldar (T.04-05)
```

Individual
```
6 fases de ascenso a la División de Honor.
```

- Datos: Q6174773